# Giorgetto Giugiaro

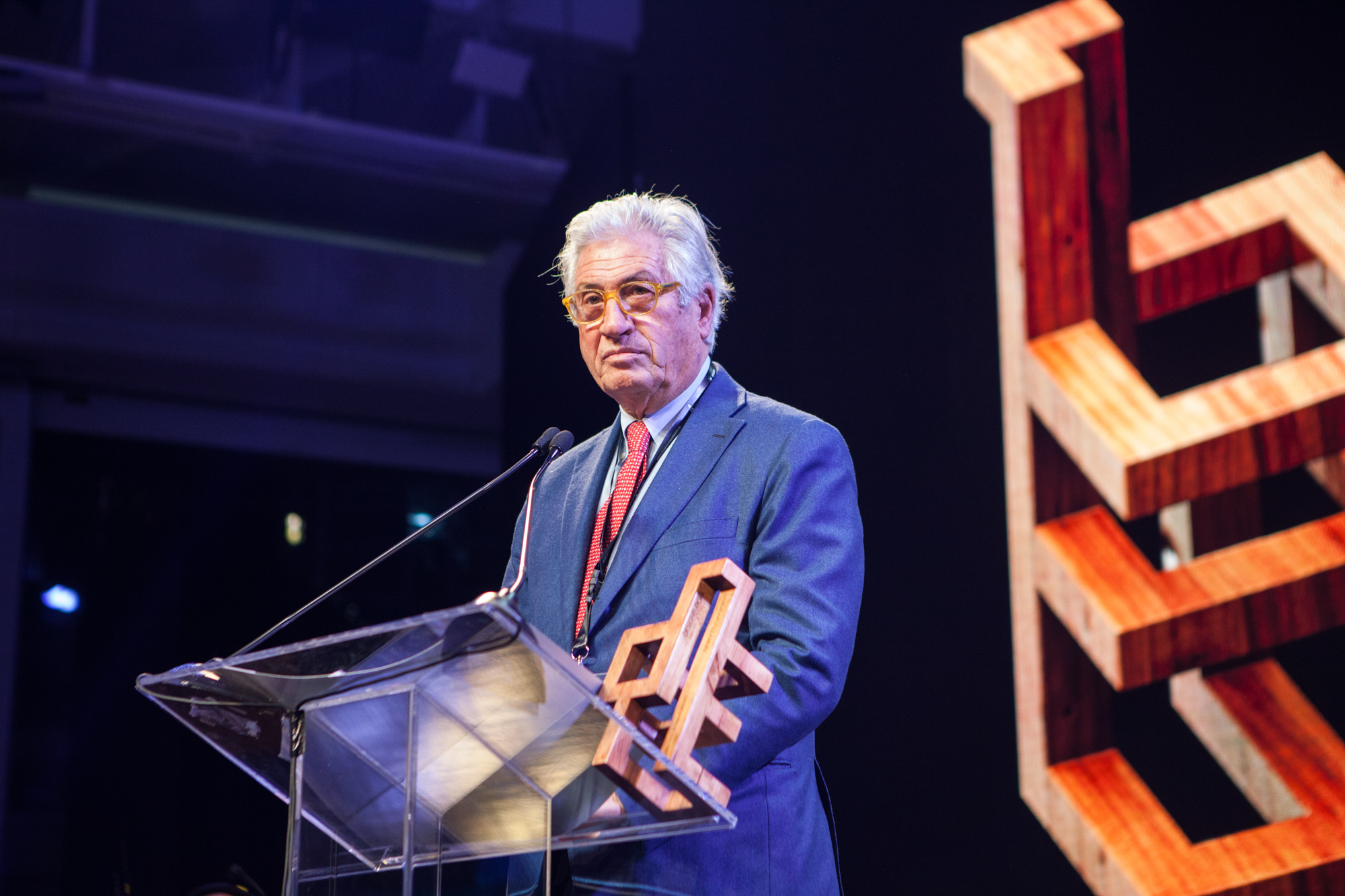
Giorgetto Giugiaro in 2016

Giorgetto Giugiaro (Garessio, 7 augustus 1938) is een van de bekendste en belangrijkste Italiaanse auto-ontwerpers. Hij stond aan de wieg van de kenmerkende modellen uit de jaren zeventig met scherpe hoeken en strakke lijnen. Giugiaro is onder andere verantwoordelijk voor de eerste Volkswagen Golf en de legendarische DeLorean DMC-12.
Giugiaro begon op 17-jarige leeftijd in het styling centre van Fiat te werken. Om zijn creativiteit meer ruimte te geven ging hij in 1959 naar de ontwerper en producent Bertone. In 1965 stapte hij over naar Ghia waar hij bleef tot 1967. Op 13 februari 1968 stichtte hij samen met Aldo Mantovani het bedrijf Studi Italiani Realizzazione Prototipi S.p.A., tegenwoordig bekend als ItalDesign - Giugiaro.
Toen Alejandro de Tomaso eigenaar werd van het motorfietsmerk Benelli liet hij Giugiaro de Benelli 254 Quattro ontwerpen. De motorrijders waren er echter nog niet aan toe; het model sloeg helemaal niet aan.

## Modellen
Enkele modellen die door Giugiaro zijn ontworpen:

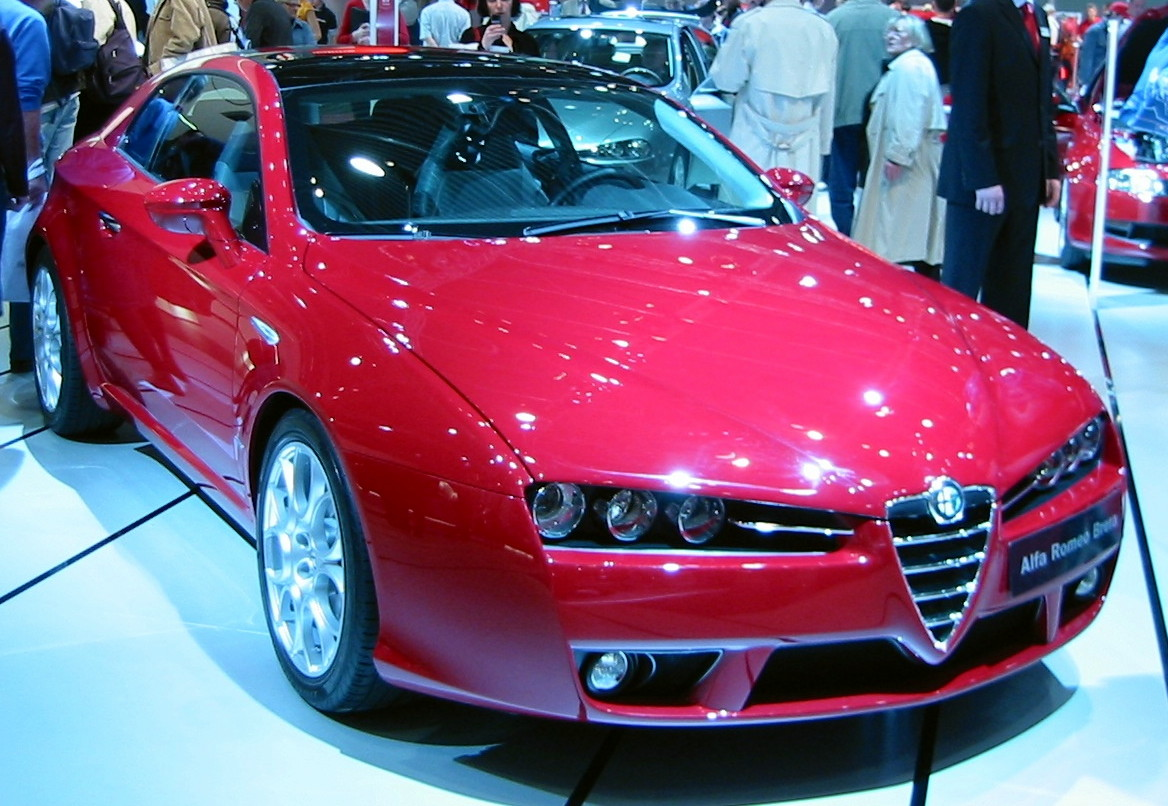
Alfa Romeo Brera (2002)

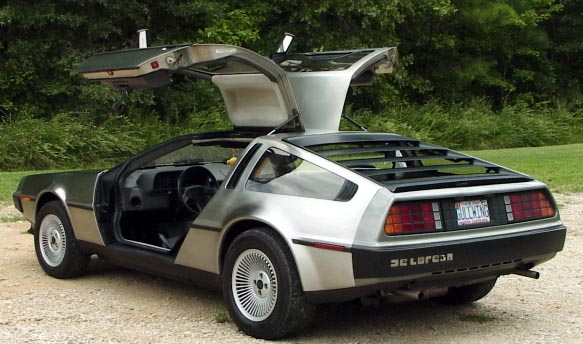
DeLorean DMC-12 (1981)

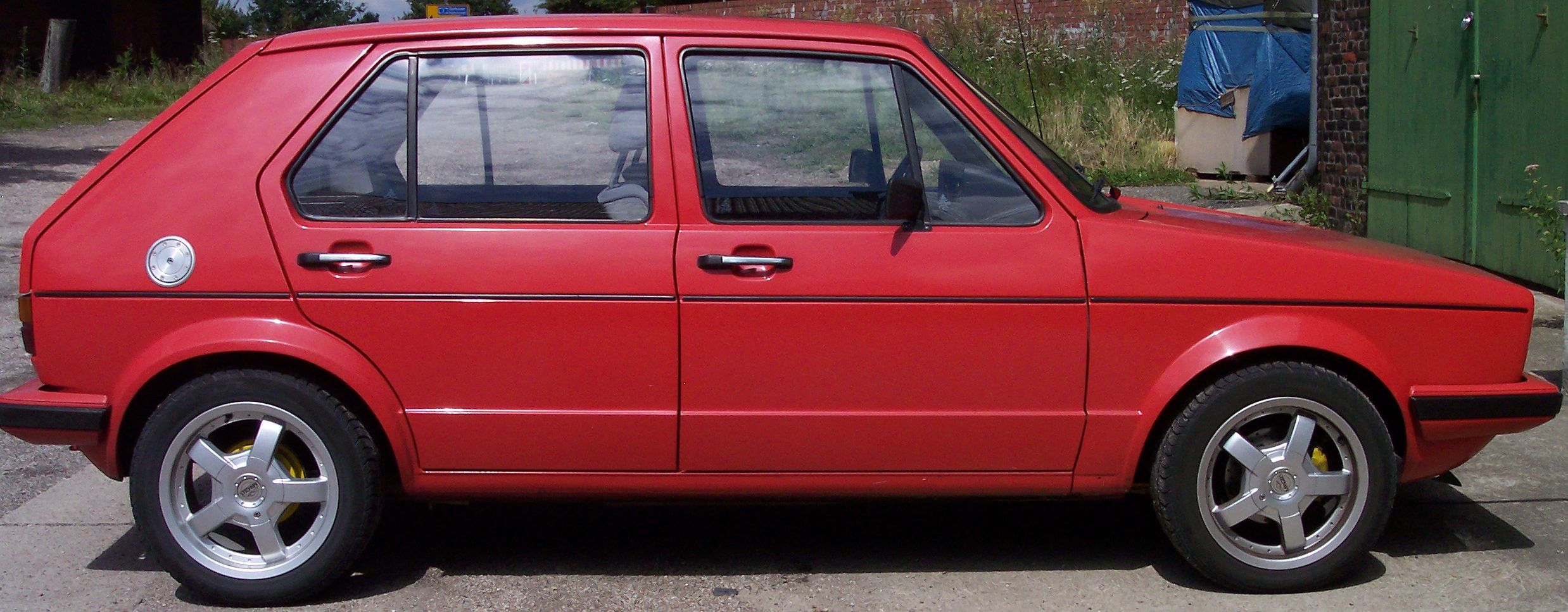
Volkswagen Golf I (1974)

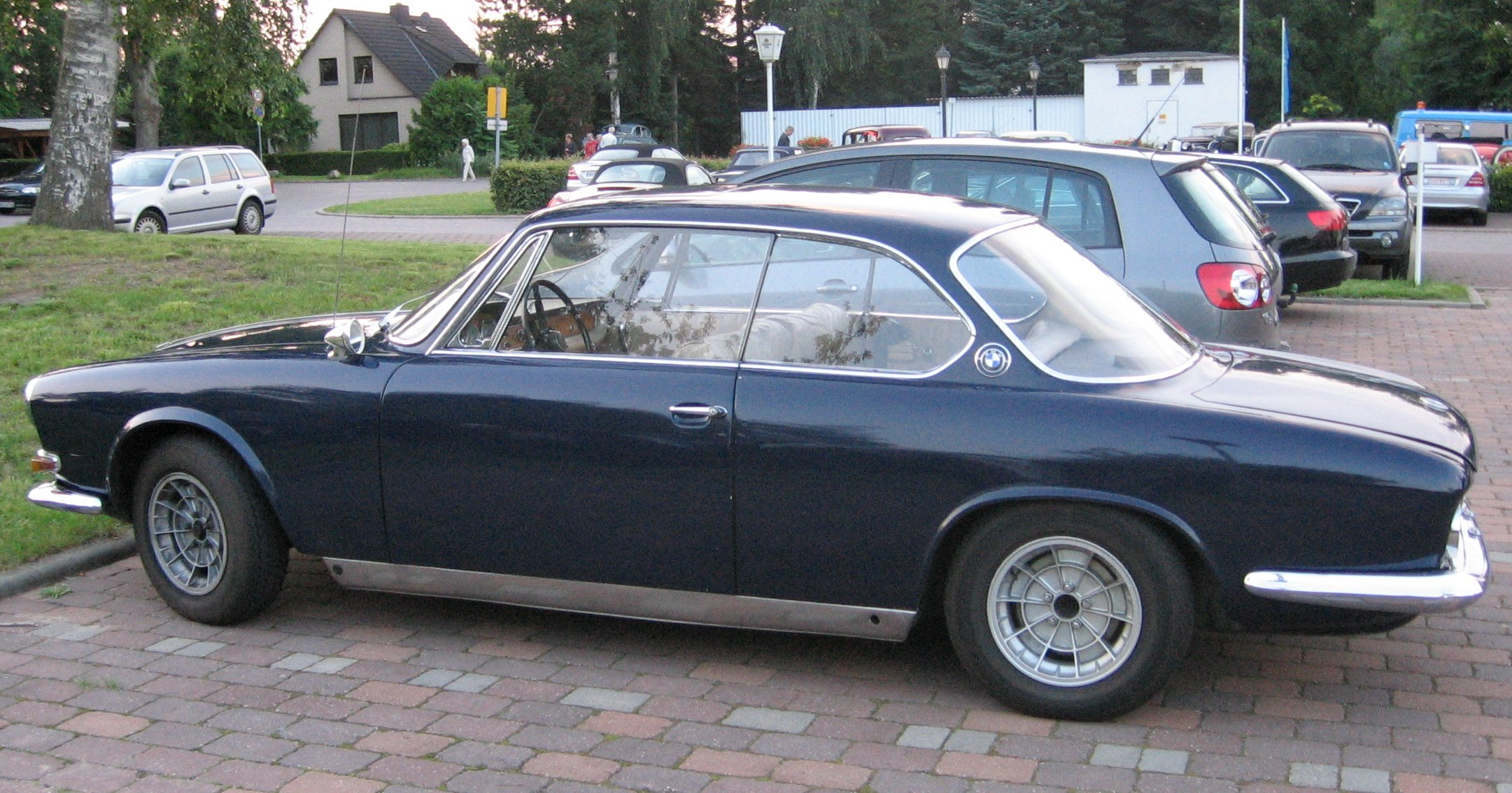
BMW 3200 CS

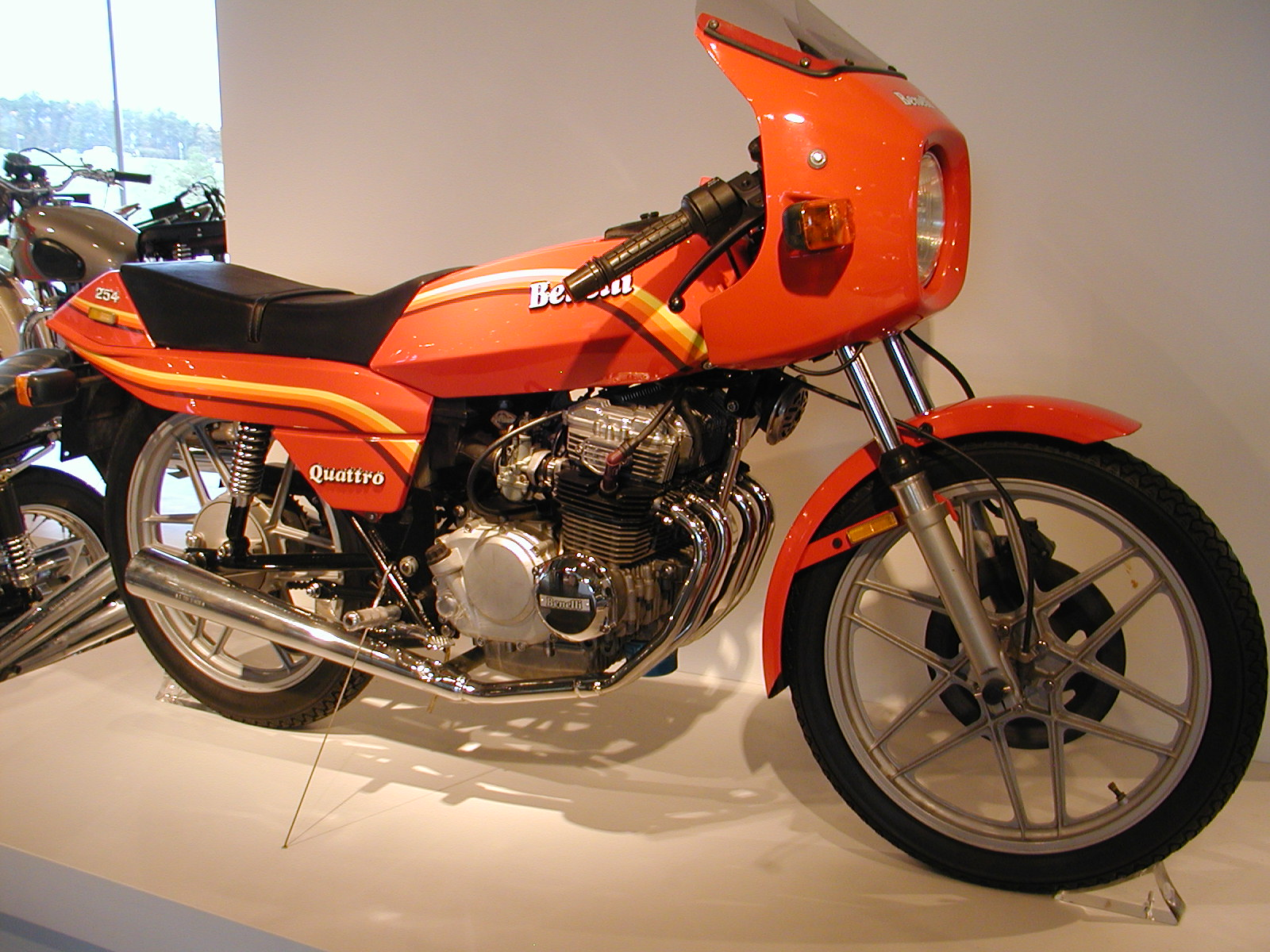
Benelli 254 Quattro

- Alfa Romeo
  - 159 (2005)
  - Alfasud (1972)
  - Brera (2002)
  - Alfetta GT/GTV (1974)
  - Giulia Sprint GT (1963)
  - 2600 Sprint (1962)
  - 156 (1997)
- Audi
  - Audi 80 (1972)
- BMW
  - M1 (1977)
  - Nazca C2/M12 (1991)
  - 3200 CS (1961)
- Bugatti
  - EB 112 (1993)
  - EB 118 (1998)
  - EB 218 (1999)
  - 18/3 Chiron (1999)
- De Tomaso Mangusta (1966)
- DeLorean DMC-12 (1981)
- Daewoo
  - Daewoo Matiz (1997)
  - Leganza (1997)
  - Magnus (2000 and 2003)
  - Kalos (2002)
  - Lacetti (2004)
- Ferrari
  - 250 GT Bertone
  - GG50 (2005)
- FIAT
  - Croma (2005)
  - Sedici (2005)
  - Panda (1980)
  - Punto (1993)
  - Uno (1983)
  - 850 Spider
  - Dino (1967)
  - Palio/Siena (2001-2004)
  - Grande Punto (2005-heden)
- Hyundai
  - Pony (1974)
  - Sonata (1988)
  - Stellar (1982)
- Iso
  - Iso Rivolta Fidia (1967)
- Isuzu
  - 117 Coupé (1969)
  - Piazza (1981)
- Lamborghini
  - Marco Polo (1982)
  - Cala (1995)
- Lancia Delta (1979)
- Lexus GS (1993)
- Lotus Esprit (1973)
- Maserati
  - Bora (1971)
  - Ghibli (1966)
  - Merak (1972)
  - Maserati Quattroporte (1976)
  - 3200 GT (1998)
  - Coupé (2002)
  - Spyder (2002)
- Mazda
  - Luce Rotary 130 Coupé (1969)
  - 1500 en 1500 wagon (1969)
- Renault
  - 19 (1988)
  - 21 (1986)
- Saab 9000 (1984)
- SEAT
  - Ibiza (1984, 1993)
  - Malaga (1985)
  - Toledo (1991, 1999)
  - Córdoba (1993)
  - León (1998)
- Subaru SVX (1991)
- Suzuki Fronte Coupé (1971)
- Volkswagen
  - Golf (1974)
  - Passat (1973)
  - Polo (1975)
  - Scirocco (1974)
  - W12 (1997)
- Yugo
  - Florida (Sana)

- Bibliothèque nationale de France: cb150276567 (data)
- CiNii: DA03645851
- Gemeinsame Normdatei: 118964828
- International Standard Name Identifier: 0000 0000 8275 2388
- Library of Congress Control Number: n89632755
- Bibliotheek van het Japanse parlement: 00441009
- Nationale Bibliotheek van Tsjechië: js20080222004
- RKD-Nederlands Instituut voor Kunstgeschiedenis: 283158
- Istituto Centrale per il Catalogo Unico: VEAV027711
- Système universitaire de documentation: 09265892X
- Virtual International Authority File: 84269572
- WorldCat: E39PBJyrR6MWmmQbjkcDwgmrv3